# Коростелі (Горожанська волость, поблизу П'яшиного)
Коростелі (рос. Коростели) — присілок в Новосокольницькому районі Псковської області Російської Федерації.
Населення становить 71 особу. Входить до складу муніципального утворення Насвинська волость.

## Історія
Від 2015 року входить до складу муніципального утворення Насвинська волость.

## Населення
| 2001 | 2002 | 2010 |
| ---- | ---- | ---- |
| 100  | ↘93  | ↘71  |